# Fritz Askeberg

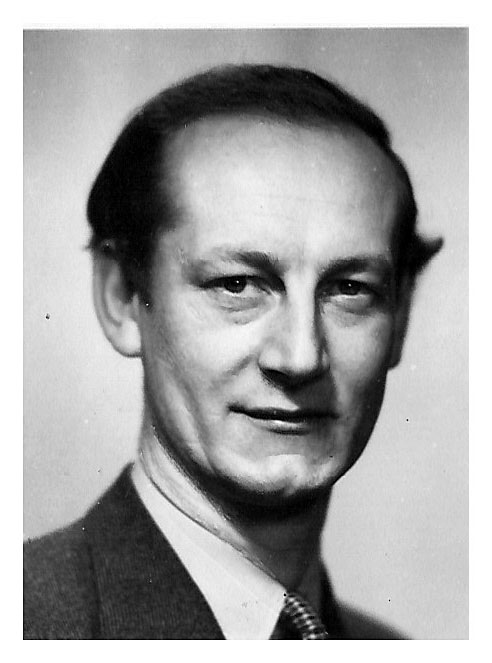
Fritz Askeberg.

Fritz Gustaf Gideon Askeberg, ursprungligen Andersson, född 10 juli 1906 i Åker i Jönköpings län, död 21 mars 1959 i Uppsala, var en svensk språkvetare. 
Askeberg blev filosofie licentiat 1937. År 1944 disputerade han för filosofie doktorsgrad med avhandlingen Norden och kontinenten i gammal tid och blev docent i nordiska språk vid Uppsala universitet samma år. Han blev lektor i Skövde 1946, tillförordnad professor i Uppsala 1946-48, lektor i modersmålet och tyska vid folkskoleseminariet i Uppsala 1953. Från 1956 fram till sin död var han lektor i svenska språket vid Uppsala universitet.
Askeberg behandlade i sin avhandling frågan om runornas ursprung och Nordens kulturella förbindelser i äldre tider. Han menar att runorna skulle ha uppstått under loppet av det andra århundradet efter Kristus bland goterna i Weichselområdet. Han polemiserade starkt mot de tyska forskare som hävdade att den nordiska kulturen endast var en utlöpare till den kontinentala germanska utvecklingen. 
I doktorsavhandlingen framlade Askeberg också en tes om att det bara var nordbor som färdades västerut som kallades vikingar, de som for österut kallades väringar (jämför med Väringagardet); detta på grundval av de samtida, autentiska källor som finns bevarade. Stig Wikander har senare lyft fram denna teori. 
I sin senare forskning intresserade Askeberg sig för den moderna svenskan. Några av hans uppsatser om stilistik utgavs efter hans död i boken Ord och stil. 
Askeberg var universitetslektor i svenska i Leipzig 1938–1944. Askeberg var en av de svenska akademiker som dåvarande Upplysningsnämnden, föregångare till Svenska institutet, sände till bland annat tyska universitet. (Se källhänvisning till Åkerlund nedan.) Han lämnar i praktiken tjänsten i Leipzig 1943. Redan i april 1940 (efter Tysklands ockupation av Norge och Danmark) ber han i ett brev till Sven Grafström på UD om råd huruvida han ska återvända till Tyskland (brev daterat Uppsala den 12 april). 
Askeberg var son till lantbrukaren Anton Andersson och Safira Michaëlsson. Han var bror till Sven Askeberg.
Fritz Askeberg gifte sig 1939 med Anna-Lisa Hellström (1909–2002).